# Records d'Ouzbékistan d'athlétisme
Les records d'Ouzbékistan d'athlétisme sont les meilleures performances réalisées par des athlètes ouzbeks et homologuées par la Fédération ouzbèke d'athlétisme (AFU).

## Plein air

### Hommes
| Épreuve              | Record | Athlète                                                                          | Date              | Compétition                   | Lieu         | Réf.  |
| -------------------- | --- | -------------------------------------------------------------------------------- | ----------------- | ----------------------------- | ------------ | ----- |
| 100 m                | 10 s 31 (-0,4 m/s) | Pyotr Vorobyov                                                                   | 17 juillet 1985   |                               | Leningrad    |       |
| 200 m                | 21 s 04 (+1,6 m/s) | Oleg Juravlyev                                                                   | 25 mai 2007       |                               | Tachkent     |       |
| 200 m                | 20 s 74 (0,0 m/s) | Oleg Juravlyev                                                                   | 1er juin 2008     |                               | Bichkek      |       |
| 400 m                | 45 s 37 | Sergey Lovachov                                                                  | 22 juin 1984      |                               | Kiev         |       |
| 800 m                | 1 min 47 s 50 | Erkin Isakov                                                                     | 16 juillet 2005   |                               | Moscou       |       |
| 800 m                | 1 min 46 s 98 | Erkin Isakov                                                                     | 24 juillet 2004   |                               | Bichkek      |       |
| 1 500 m              | 3 min 44 s 0 | Ilshat Kalimuddin                                                                | 30 juillet 1987   |                               | Tcheliabinsk |       |
| 3 000 m              | 8 min 5 s 04 | Abdirahman Ibragimov                                                             | 8 mai 1979        |                               | Tachkent     |       |
| 5 000 m              | 13 min 41 s 0 | Ashur Normuradov                                                                 | 19 août 1975      |                               | Podolsk      |       |
| 10 000 m             | 28 min 48 s 4 | Abdirahman Ibragimov                                                             | 9 août 1980       |                               | Kharkov      |       |
| Semi-marathon        | 1 h 1 min 48 s | Shokhrukh Davlyatov                                                              | 27 octobre 2024   | Semi-marathon de Valence      | Valence      |       |
| Marathon             | 2 h 7 min 2 s | Shokhrukh Davlyatov                                                              | 3 décembre 2023   | Marathon de Valence           | Valence      |       |
| 110 m haies          | 13 s 27 (+1,8 m/s) | Sergey Usov                                                                      | 11 juin 1988      | Mémorial Znamensky            | Leningrad    |       |
| 400 m haies          | 48 s 78 | Aleksandr Kharlov                                                                | 20 juin 1983      | Spartakiades                  | Moscou       | [ 2 ] |
| 3 000 m steeple      | 8 min 27 s 51 | Anatoliy Dimov                                                                   | 19 juin 1983      | Spartakiades                  | Moscou       |       |
| Saut en hauteur      | 2,32 m | Gennadiy Belkov                                                                  | 29 mai 1982       |                               | Tachkent     |       |
| Saut à la perche     | 6,00 m | Rodion Gataullin                                                                 | 16 septembre 1989 |                               | Tokyo        |       |
| Saut en longueur     | 8,25 m (+1,5 m/s) | Anvar Anvarov                                                                    | 12 juillet 2025   | Motonet GP                    | Joensuu      | [ 3 ] |
| Triple saut          | 17,36 m | Vladimir Chernikov                                                               | 21 août 1988      |                               | Odessa       |       |
| Lancer du poids      | 20,81 m | Grigoriy Skorikov                                                                | 24 mai 1983       |                               | Tachkent     |       |
| Lancer du disque     | 62,46 m | Sergey Shchegolov                                                                | 23 mai 1980       |                               | Tachkent     |       |
| Lancer du disque     | 62,46 m | Roman Poltoratskiy                                                               | 14 juin 2000      |                               | Tachkent     |       |
| Lancer du marteau    | 82,66 m | Andrey Abduvaliev                                                                | 9 juillet 1997    |                               | Toula        |       |
| Lancer du javelot    | 87,20 m | Viktor Zaytsev                                                                   | 23 juin 1992      | Championnats de la CEI        | Moscou       |       |
| Décathlon            | 8 445 pts | Ramil Ganiyev                                                                    | 5–6 août 1997     | Championnats du monde         | Athènes      | [ 4 ] |
| Décathlon            | 10 s 94 (+0,2 m/s) (100 m), 7,58 m (+0,7 m/s) (longueur), 14,76 m (poids), 2,06 m (hauteur), 48 s 34 (400 m) / 14 s 34 (-0,1 m/s) (110 m haies), 46,04 m (disque), 5,30 m (perche), 55,14 m (javelot), 4 min 36 s 78 (1 500 m) |                                                                                  |                   |                               |              |       |
| 20 km marche (route) | 1 h 23 min 17 s | Rasulbek Dilmurodov                                                              | 16 mars 2025      | Championnats d'Asie de marche | Nomi         | [ 5 ] |
| 50 km marche (route) | 3 h 54 min 47 s | Ionat Olikh                                                                      | 3 août 1985       | Championnats d'URSS           | Leningrad    |       |
| 4 × 100 m            | 39 s 70 | Équipe nationale Sergey Pavlov Zahir Khuzyakhmetov Viktor Tabakov A. Rubinshteyn | 20 juin 1983      | Spartakiades                  | Moscou       |       |
| 4 × 100 m            | 39 s 81 | Équipe nationale Sergey Pavlov Zahir Khuzyakhmetov Viktor Tabakov Pyotr Vorobyov | 20 juin 1983      | Spartakiades                  | Moscou       |       |
| 4 × 400 m            | 3 min 5 s 20 | Équipe nationale Igor Prokudin Aleksandr Kharlov Alim Safarov Sergey Lovachov    | 22 juin 1983      | Spartakiades                  | Moscou       |       |

### Femmes
| Épreuve              | Record | Athlète                                                                                | Date              | Compétition                       | Lieu      | Réf.   |
| -------------------- | --- | -------------------------------------------------------------------------------------- | ----------------- | --------------------------------- | --------- | ------ |
| 100 m                | 11 s 04 (+2,0 m/s) | Lyubov Perepelova                                                                      | 3 juin 2000       |                                   | Bichkek   |        |
| 200 m                | 22 s 27 (+1,2 m/s) | Elvira Barbashina                                                                      | 8 juillet 1986    | Goodwill Games                    | Moscou    |        |
| 400 m                | 50 s 52 | Marina Shmonina                                                                        | 6 juillet 1990    | Championnats d'URSS               | Kiev      |        |
| 800 m                | 1 min 56 s 21 | Zamira Zaytseva                                                                        | 27 juillet 1983   |                                   | Leningrad |        |
| 1 500 m              | 3 min 56 s 14 | Zamira Zaytseva                                                                        | 27 juillet 1982   | Championnats d'URSS               | Kiev      |        |
| 3 000 m              | 8 min 26 s 78 | Svetlana Ulmasova                                                                      | 25 juillet 1982   | Championnats d'URSS               | Kiev      |        |
| 5 000 m              | 15 min 05 s 50 | Svetlana Ulmasova                                                                      | 8 juillet 1986    | Goodwill Games                    | Moscou    |        |
| 10 000 m             | 31 min 57 s 42 | Sitora Khamidova                                                                       | 5 août 2017       | Championnats du monde             | Londres   | [ 6 ]  |
| Semi-marathon        | 1 h 13 min 40 s | Sitora Khamidova                                                                       | 28 octobre 2018   |                                   | Almaty    |        |
| Marathon             | 2 h 29 min 28 s | Marina Khmelevskaya                                                                    | 24 septembre 2023 | Marathon de Berlin                | Berlin    | [ 7 ]  |
| 100 m haies          | 13 s 00 (-0,2 m/s) | Valentina Kibalnikova                                                                  | 25 juin 2016      | Mémorial Kosanov                  | Almaty    |        |
| 400 m haies          | 54 s 43 | Tatyana Zubova                                                                         | 22 juin 1984      |                                   | Kiev      |        |
| 3 000 m steeple      | 10 min 22 s 41 | Dilshoda Usmanova                                                                      | 6 juin 2023       | Championnats d'Asie U20           | Yecheon   | [ 8 ]  |
| Saut en hauteur      | 1,98 m | Lyudmila Butuzova                                                                      | 10 juin 1984      | Mémorial Znamensky                | Sotchi    |        |
| Saut à la perche     | 3,80 m | Jasmina Mansurova                                                                      | 2 juillet 2023    | Mémorial Kosanov                  | Almaty    |        |
| Saut en longueur     | 6,81 m (-0,1 m/s) | Yuliya Tarasova                                                                        | 5 juin 2010       |                                   | Tachkent  |        |
| Triple saut          | 14,55 m (+1,8 m/s) | Anastasiya Juravleva                                                                   | 6 juin 2005       |                                   | La Canée  |        |
| Lancer du poids      | 19,40 m | Irina Bogomolova                                                                       | 4 juin 1983       |                                   | Riga      |        |
| Lancer du disque     | 59,46 m | Valentina Mezentseva                                                                   | 26 mai 1980       |                                   | Tachkent  |        |
| Lancer du marteau    | 70,74 m | Elina Silamiyeva                                                                       | 12 mai 2024       | Championnats open d'Asie centrale | Tachkent  | [ 9 ]  |
| Lancer du javelot    | 61,17 m | Anastasiya Svechnikova                                                                 | 24 avril 2012     |                                   | Tachkent  | [ 10 ] |
| Heptathlon           | 6 346 pts | Yekaterina Voronina                                                                    | 29 mai 2021       | Championnats d'Ouzbékistan        | Tachkent  |        |
| Heptathlon           | 14 s 27 (+0,1 m/s) (100 m haies), 1,85 m (hauteur), 13,36 m (poids), 24 s 85 (-0,2 m/s) (200 m) / 6,27 m (+0,5 m/s) (longueur), 49,16 m (javelot), 2 min 12 s 08 (800 m) |                                                                                        |                   |                                   |           |        |
| 20 km marche (route) | 1 h 42 min 04 s | Rusina Ivoylova                                                                        | 4 septembre 1988  |                                   | Moguilev  |        |
| 4 × 100 m            | 43 s 82 | Équipe nationale Marina Shmonina Vera Olenchenko Elvira Barbashina Tatyana Vilisova    | 20 juin 1983      | Spartakiades                      | Moscou    |        |
| 4 × 400 m            | 3 min 33 s 07 | Équipe nationale Irina Vorobyeva Yelena Piskunova Yekaterina Kremlyova Natalya Senkina | 18 mai 2000       |                                   | Bangkok   |        |

## Mixte
| Discipline | Performance   | Athlète                                                                    | Date        | Compétition         | Lieu | Réf. |
| ---------- | ------------- | -------------------------------------------------------------------------- | ----------- | ------------------- | ---- | ---- |
| 4 × 400 m  | 3 min 28 s 68 | Abbos Toshtemirov Laylo Allaberganova Hasanbek Rustamjonov Jonbibi Hukmova | 28 mai 2025 | Championnats d'Asie | Gumi |      |